# Sitio de Nápoles (536)
El Sitio de Nápoles de 536 fue un asedio exitoso de Nápoles por los bizantinos comandados por Belisario durante la Guerra Gótica. El ejército bizantino bajo las órdenes de Belisario, después de haber sometido Sicilia con facilidad, desembarcó en la península italiana a mediados del 536, y avanzó a lo largo de la costa de Nápoles. Los ciudadanos de Nápoles, despertados por dos vigilantes, decidieron resistir. El asedio se prolongó durante veinte días con numerosas bajas bizantinas, y Belisario se disponía a abandonarlo, pero sus soldados descubrieron una entrada a la ciudad a través del acueducto en desuso. Después de dar a la ciudad una última oportunidad para rendirse, Belisario lanzó a sus tropas en un saqueo brutal. La guarnición ostrogoda que consistía de 800 hombres fue hecha prisionera y tratada bien, pero los ciudadanos sufrieron mucho a manos de las tropas bizantinas, y especialmente sus mercenarios hunos. Desde Nápoles, los bizantinos marcharon a Roma, a la que entraron a principios de diciembre.